# أنتوني كوك (لاعب كرة قدم أمريكية)
أنتوني كوك (بالإنجليزية: Anthony Cook)‏ هو لاعب كرة قدم أمريكية أمريكي، ولد في 30 مايو 1972 في بينتسفيل في الولايات المتحدة.

## وصلات خارجية
- أنتوني كوك على موقع مرجع كرة القدم المحترفة.كوم (الإنجليزية)